# 香港一仙硬幣

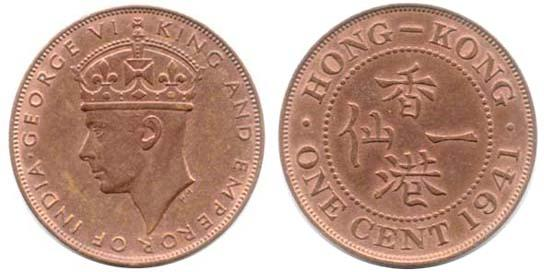
香港一仙硬幣（1941年），直徑為21.5毫米，重量為4.05克，厚度為1.30毫米。

一仙硬幣是一種以往流通的香港貨幣，面額為$0.01港元。於1866年香港政府決定停止鑄造及發行一文硬幣後，成為流通硬幣當中面值最低的一款，直至1941年前因第二次世界大戰被一仙紙幣取代。

## 歷史時期

### 大一仙時期（1863–1931）
1877年，硬幣正面換上新的女皇側像。新女皇像年紀稍長，鼻孔較明顯、下巴較圓、脖頸較粗；一縷長髮垂至頸部，半掩着耳朵。皇冠稍高，左緣綴有15顆珍珠，中央綴有3顆珍珠。
英皇愛德華七世在位其間，共鑄造五種不同面值的硬幣，當中包括銀鑄的5仙、1毫、2毫和半元（5毫），以及銅鑄的1仙，在1902至1905年間發行。
1919年至1931年間，政府只鑄1仙銅幣。

### 小一仙時期（1931–1941）
為節省成本，在1931年起鑄造的1仙硬幣，銅幣的面積縮小至22毫米。此版別的一仙硬幣歷經喬治五世及喬治六世（只限1941）兩朝，當中以1941年鑄造的一仙銅幣為罕品。

#### 1941年一仙硬幣
1941年一仙硬幣是桃色，該年鑄造的1仙硬幣未在市面流通。日軍佔領香港後，所有香港硬幣的庫存均被充公並送往日本熔掉，以提取其金屬成份，1941年鑄造的一仙銅幣亦不能倖免。根據英國皇家鑄幣廠的記錄，500萬枚已鑄造好的一仙銅幣原來分五批付運來港。受戰事影響，一批硬幣被逼在南非（另一說法為澳洲）卸貨，並隨即送返鑄幣局熔掉。另一批在運送來港途中，經過馬六甲海峽時被日軍截獲，亦有一批被日軍擊沉。因此，當年一仙銅幣鑄造數量雖多，但流傳至今卻十分罕見。直至1960年代，始有數枚在日本被發現。

## 設計
首批一文銅幣、一仙銅幣及一毫銀幣於1863年在英國皇家鑄幣廠鑄造，翌年在港發行流通。當時正面為維多利亞女皇左側半身像，皇冠左緣綴有14顆珍珠，中央綴有3顆珍珠。刻有「VICTORIA QUEEN」名號。
背面上方為「HONG-KONG」字樣，下方為「ONE CENT」字樣及年份，中間以圓點圍成的圓圈內有「香港一仙」四字。
其後，除正面英國君主側半身像隨君主更替而轉變之外，背面設計除面積縮小外均沒有太大變化。

## 鑄造量
鑄記（硬幣背面「HONG-KONG」字樣的短劃連字號之上）
- H = 希頓父子有限公司

| 年份  | 鑄造量     |
| ----- | ---------- |
| 1863  | 1,000,000  |
| 1865  | 1,000,000  |
| 1866  | 1,000,000  |
| 1875  | 1,000,000  |
| 1876  | 1,000,000  |
| 1877  | 4,000,000  |
| 1879  | 1,000,000  |
| 1880  | 1,000,000  |
| 1881  | 1,000,000  |
| 1899  | 1,000,000  |
| 1900  | 1,000,000  |
| 1901  | 5,000,000  |
| 1901H | 10,000,000 |
| 1902  | 5,000,000  |
| 1903  | 5,000,000  |
| 1904H | 10,000,000 |
| 1905  | 2,500,000  |
| 1905H | 12,500,000 |
| 1919H | 2,500,000  |
| 1923  | 2,500,000  |
| 1924  | 5,000,000  |
| 1925  | 2,500,000  |
| 1926  | 2,500,000  |
| 1931  | 5,000,000  |
| 1933  | 6,500,000  |
| 1934  | 5,000,000  |
| 1941  | 5,000,000  |